# Clemence Sophia Harned Lozier
Clemence Sophia Harned Lozier (11 de diciembre de 1813 - 26 de abril de 1888) fue una médica estadounidense que fundó el New York Medical College. Fue también una activista feminista y ocupó el cargo de presidenta de la Liga de Sufragio de Nueva York y la asociación de Sufragio de las Mujeres Nacionales.
Tuvo un hijo, Abraham, que contrajo matrimonio con Charlotte Denman Lozier, también médica y feminista, quien se graduó en el mismo centro universitario fundado por Clemence.